# Giuseppe Tartini

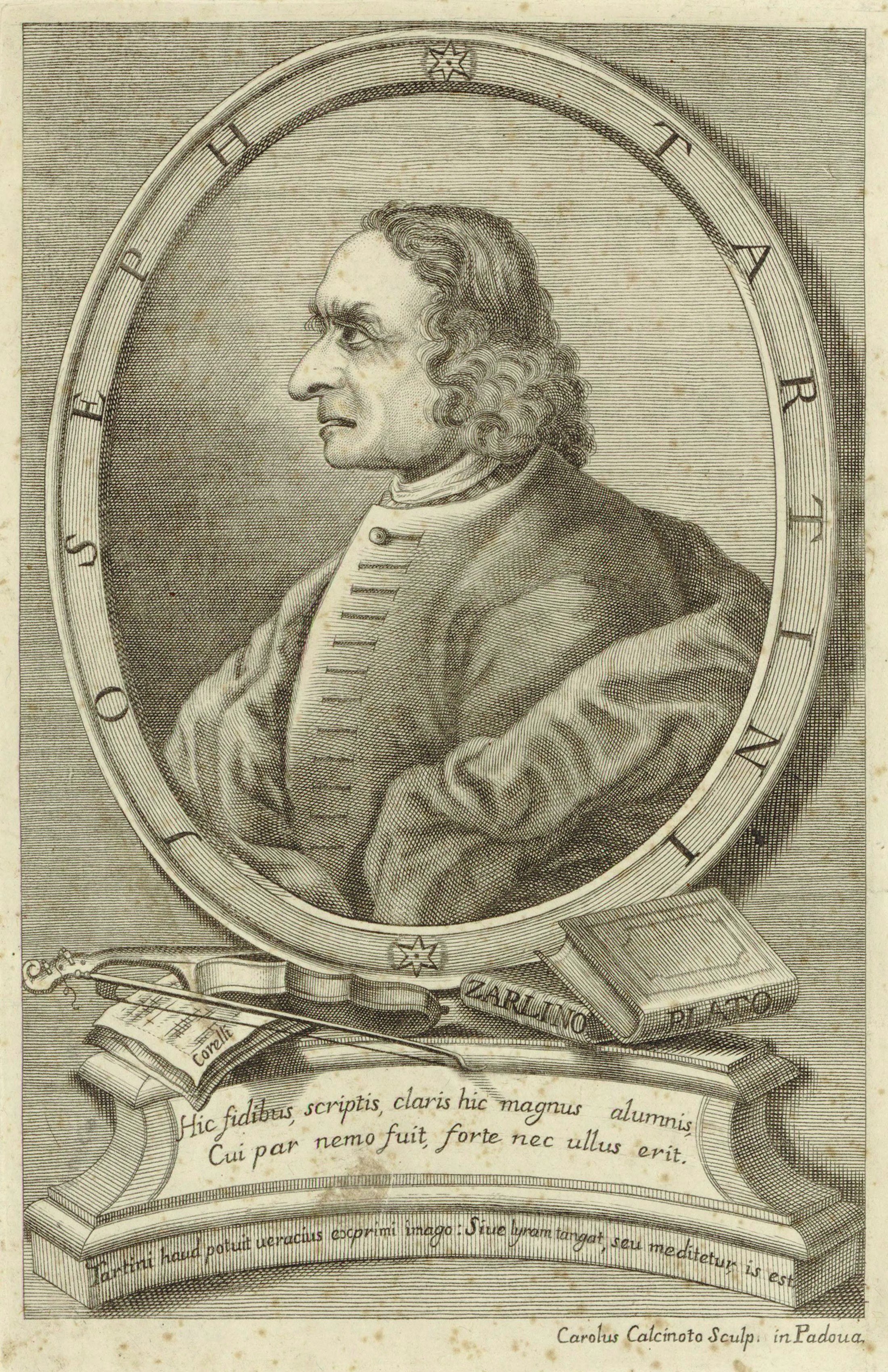
Giuseppe Tartini, Kupferstich, 1761

Giuseppe Tartini (* 8. April 1692 in Piran bei Triest; † 26. Februar 1770 in Padua) war ein italienischer Violinist, Komponist und Musiktheoretiker.

## Leben

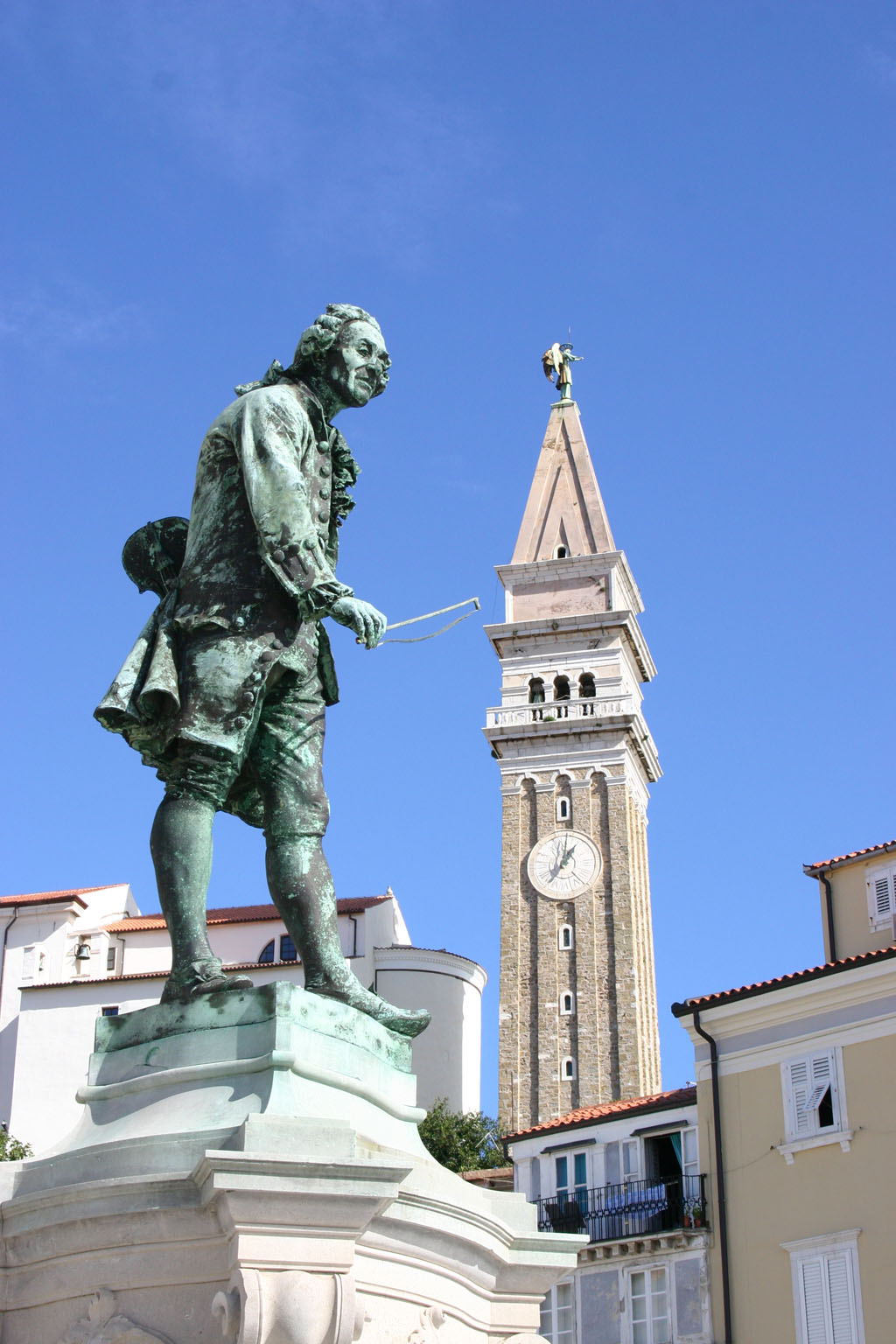
Denkmal in seinem Geburtsort Piran

Giuseppe Tartini war der Sohn des Direktors der Salzmühlen in Piran, der für seinen Sohn eine geistliche Laufbahn vorgesehen hatte. Tartini studierte zunächst in Capodistria Geisteswissenschaften, Rhetorik und Musik. 1709 war er an der Universität Padua als Student der Rechtswissenschaften eingeschrieben, verbrachte aber die meiste Zeit mit dem Fechtunterricht. Dem Berufswunsch seiner frommen Eltern widersetzte er sich offen und heiratete am 29. Juli 1710 die zwei Jahre ältere Elisabetha Premazore, die aus gesellschaftlich niedrigeren Kreisen kam. Dies brachte ihm Ärger mit der Familie und der örtlichen Geistlichkeit ein und veranlasste ihn zur Flucht ins Kloster S. Francesco in Assisi, wo er, vom Kustos Pater  G. P. Torre geschützt, drei Jahre blieb. Hier widmete er sich autodidaktisch dem Geigenspiel und erhielt höchstwahrscheinlich Kompositionsunterricht bei Padre Bohuslav Matěj Černohorský. Ab 1714 war er als Orchestermusiker in Assisi und am Theater von Ancona tätig. 1721 vertraute man ihm die Leitung des Orchesters der Basilika des Heiligen Antonius (Padua) an. Von dieser Position aus konnte er mehrere Reisen unternehmen. Außerdem verbrachte er mehrere Jahre in Prag, wo er die Krönung Karls VI. erlebte.
Zurück in Padua gründete er seine Musikschule, die Musiker aus ganz Europa anlockte, u. a. Gaetano Pugnani, Pasquale Bini, Johann Gottlieb Graun, Joseph Touchemoulin, Maddalena Sirmen, Pieter Hellendaal, André-Noël Pagin oder Carminato. Nach dem Tode seiner Frau lebte er in einer gemeinsamen Wohnung mit dem Cellisten Antonio Vandini, den er aus Prag kannte und für den er seine Cellokonzerte komponierte. In Padua wurde Pietro Nardini sein Lieblingsschüler. Tartini verfasste viele musiktheoretische Werke, darunter eines über die Kunst der Verzierung, das Leopold Mozart als Vorlage für seine Violinschule gedient haben dürfte. Die in der folgenden Zeit veröffentlichten theoretischen Werke, die zum Teil auf falschen Berechnungen, teilweise aber auch auf eigenen Erfahrungswerten beruhten, wurden von der damaligen Konkurrenz heftig kritisiert und angezweifelt. Durch diese Kontroversen schwer gekränkt, verstarb Tartini.

## Stil
Tartinis Stil war im Laufe der Zeit wesentlichen Wandlungen unterworfen und basierte in der ersten Zeit auf Vorbildern wie Corelli und Vivaldi. Das Spiel war der Barocktradition entsprechend reich verziert, erreichte aber später einen virtuosen vorklassischen Stil. Tartini war berühmt wegen seines kantablen Stils und wegen seiner Bogenführung. Er war einer der ersten Geiger, die dem Bogen besondere Bedeutung zumaßen.

### Tartini-Töne
Nach ihm benannt sind die sogenannten Tartini-Töne. Das sind Differenztöne, die durch die Überlagerung zweier Einzeltöne unterschiedlicher Frequenz entstehen. Sie werden durch die Nichtlinearität der Haarzellen in der Hörschnecke (Cochlea) und durch andere Nichtlinearitäten am Musikinstrument verstärkt und somit besser hörbar. Dies betrifft vor allem Töne mit größerer Lautstärke, bei denen diese Nichtlinearitäten meist stärker ausgeprägt sind. Man nutzt die Wahrnehmung der Differenztöne auch zur medizinischen Diagnostik des Gehörs.

## Werk
- 135 Konzerte für Violine, Streicher und Basso continuo (zwischen 1728 und 1740 veröffentlicht)
- 135 Violinsonaten
  - Violinsonate g-Moll, Teufelstriller-Sonate
  - Violinsonate g-Moll op. 1 Nr. 10, Didone abbandonata (Die verlassene Dido)
- 50 Triosonaten (1745–1750)
- 32 Piccole Sonate (1745–1760)
- L’arte dell’arco (50 Variationen über eine Gavotte von Arcangelo Corelli)
- 5 Konzerte für Flöte und Orchester
- 2 Konzerte für ein tiefes Streichinstrument (im Tenor-/Bass-Bereich), Streicher und Basso continuo
- Konzert für Trompete und Orchester in D-Dur
- Sowie eine unbekannte Anzahl geistlicher Vokalwerke

### Veröffentlichungen
- Trattato di musica secondo la vera scienza dell’armonia. G. Manfré, Padua 1754
- De’ Principj dell’armonia musicale contenuta nel diatonico genere. Dissertazione. Padua 1767
- Traité des agrémens de la musique, Paris 1771
- Bereits zu Lebzeiten wurden viele seiner Werke von Michel-Charles Le Cène in Amsterdam gedruckt, ebenso bei John Walsh in London und bei Le Clerc in Paris.

## Adaption
- Die von Luigi Dallapiccolla komponierten Werke Tartiniana (1951) und Tartiniana Seconda (1956) greifen auf Themen aus Sonaten Tartinis zurück.[5]
- Eine literarische Adaption erfuhr Giuseppe Tartini durch die von der Schriftstellerin Augusta Carolina Wenrich verfasste Novelle Giuseppe Tartini. Die Novelle wurde in Fortsetzungen ab dem 13. Februar 1841 bis zum 20. März 1841 im Der musikalische Postillon veröffentlicht.[6]

## Würdigung
- Der 1894 geschaffene Tartiniplatz bildet das Zentrum von Tartinis Geburtsstadt Piran. Die überlebensgroße Bronzestatue des Komponisten wurde dort am 2. August 1896 enthüllt. Auf der Ostseite des Platzes befindet sich das Geburtshaus Tartinis, wo im ersten Stockwerk Gedenkzimmer (spominska soba) eingerichtet sind.
- Das Tartini-Theater wurde 1909–1910 von den Architekten Gioacchino Grassi und Giacomo Zammattio etwa 150 Meter südwestlich des Tartiniplatzes errichtet. Seit der Eröffnung des Auditoriums (Avditorij) in Portorož finden dort aber nur mehr gelegentlich Aufführungen statt.
- Eine Bronze-Büste des Komponisten befindet sich an der Basilika des Heiligen Antonius in seiner Hauptwirkungsstätte Padua.

## Legende der Teufelstrillersonate

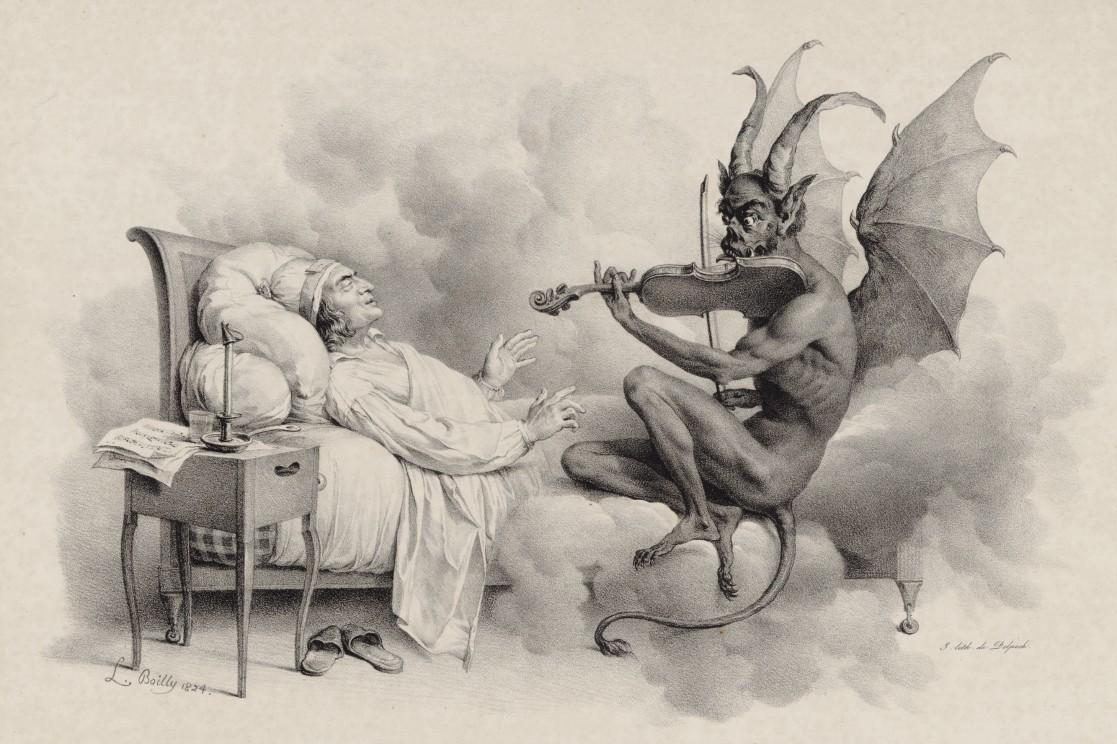
Illustration zur Teufelstriller-Sonate von Louis-Léopold Boilly (1761–1845)

In den Bereich einer romantisierenden Legende ist wohl die nachfolgende Äußerung anzusiedeln, die angeblich von Tartini stammen soll:

„Eines Nachts träumte mir, ich hätte einen Pakt mit dem Teufel um meine Seele geschlossen. Alles ging nach meinem Kommando, mein neuer Diener erkannte im voraus all meine Wünsche. Da kam mir der Gedanke ihm meine Fiedel zu überlassen und zu sehen was er damit anfangen würde. Wie groß war mein Erstaunen, als ich ihn mit vollendetem Geschick eine Sonate von derart erlesener Schönheit spielen hörte, dass meine kühnsten Erwartungen übertroffen wurden. Ich war verzückt, hingerissen und bezaubert; mir stockte der Atem, und ich erwachte. Dann griff ich zu meiner Violine und versuchte die Klänge nachzuvollziehen. Doch vergebens. Das Stück, das ich daraufhin geschrieben habe, mag das Beste sein, das ich je komponiert habe, doch es bleibt weit hinter dem zurück, was ich im Traum gehört habe.“